# Umetnostno drsanje na Zimskih olimpijskih igrah 2006
Olimpijska tekmovanja v umetnostnem drsanju na XX. zimskih olimpijskih igrah so potekala v za to priložnost zgrajeni Palavela v Torinu. Vsa tekmovanja so se začenjala ob 19:00 po srednjeevropskem času.

## Medalje
| Mesto | Država                     | Zlato | Srebro | Bron | Skupaj |
| ----- | -------------------------- | ----- | ------ | ---- | ------ |
| 1.    | Rusija                     | 3     | 0      | 1    | 4      |
| 2.    | Japonska                   | 1     | 0      | 0    | 1      |
| 3.    | ZDA                        | 0     | 2      | 0    | 2      |
| 4.    | Ljudska republika Kitajska | 0     | 1      | 1    | 2      |
| 5.    | Švica                      | 0     | 1      | 0    | 1      |
| 6.    | Kanada                     | 0     | 0      | 1    | 1      |
| 6.    | Ukrajina                   | 0     | 0      | 1    | 1      |

### Športni pari
Rusa Totmjanina in Marinin sta bila v vodstvu že po kratkem programu, v prostem pa sta zmago le še potrdila. Kitajski par Zhang in Zhang, ki je nastopil za njima je že na začetku nastopa naredil napako pri štirikratnem vrženem skoku, pri čemer je tekmovalka padla na kolena in se tako močno udarila, da je bilo nadaljevanje zaradi poškodbe vprašljivo. Po krajši prekinitvi sta Kitajca nadaljevala z nastopom. Njuna nepopustljivost se jima je poplačala s srebrno medaljo.
| Medalja | Tekmovalca                                 | Točke  |
| ------- | ------------------------------------------ | ------ |
| Zlato   | Tatjana Totmjanina in Maksim Marinin (RUS) | 204.48 |
| Srebro  | Zhang Dan in Zhang Hao (KIT)               | 189.73 |
| Bron    | Shen Xue in Zhao Hongbo (KIT)              | 186.91 |

### Moški
Jevgenij Plušenko je z 90.66 točke v kratkem programu podrl svoj osebeni rekord in dosegel najvišje točke, od kar je bilo leta 2003 sprejeto novo točkovanje. Po kratkem programu je imel tako kar 10 točk prednosti pred drugouvrščenim Američanom Johnny Weirom, ki je dosegel 80.00 točk. Gregor Urbas je z 46.48 točke zasedel 29. mesto, kar ni zadostovalo za uvrstitev v prosti program. 
V prostem programu je Plušenko s 167.67 točke prav tako dosegel najboljši rezultat in prepričljivo osvojil zlato. 
| Medalja | Tekmovalec              | Točke  |
| ------- | ----------------------- | ------ |
| Zlato   | Jevgenij Plušenko (RUS) | 258.33 |
| Srebro  | Stéphane Lambiel (ŠVI)  | 231.21 |
| Bron    | Jeffrey Buttle (KAN)    | 227.59 |
| ...     |                         |        |
| 29.     | Gregor Urbas (SLO)      | 46.48  |

### Plesni pari
| Medalja | Tekmovalca                              | Točke  |
| ------- | --------------------------------------- | ------ |
| Zlato   | Tatjana Navka in Roman Kostomarov (RUS) | 200.64 |
| Srebro  | Tanith Belbin in Benjamin Agosto (ZDA)  | 196.06 |
| Bron    | Jelena Grušina in Ruslan Gončarov (UKR) | 195.85 |

### Ženske
| Medalja | Tekmovalka            | Točke  |
| ------- | --------------------- | ------ |
| Zlato   | Shizuka Arakawa (JPN) | 191.34 |
| Srebro  | Sasha Cohen (ZDA)     | 183.36 |
| Bron    | Irina Sluckaja (RUS)  | 181.44 |